# Nuevo Villahermosa
Nuevo Villahermosa är en ort i Mexiko.   Den ligger i kommunen Acala och delstaten Chiapas, i den sydöstra delen av landet, 700 km öster om huvudstaden Mexico City. Nuevo Villahermosa ligger 410 meter över havet och antalet invånare är 238.
Terrängen runt Nuevo Villahermosa är varierad. Nuevo Villahermosa ligger nere i en dal. Runt Nuevo Villahermosa är det ganska tätbefolkat, med 80 invånare per kvadratkilometer. Närmaste större samhälle är Chiapa de Corzo, 17,1 km nordväst om Nuevo Villahermosa. Omgivningarna runt Nuevo Villahermosa är en mosaik av jordbruksmark och naturlig växtlighet.